# Praecereus
Praecereus es un género de cactus que comprende ocho especies conocidas. 

## Especies
- Praecereus amazonicus (K.Schum.) Buxb.
- Praecereus apoloensis (Cárdenas) Buxb.
- Praecereus campinensis (Backeb. & Voll) Buxb.
- Praecereus euchlorus (F.A.C.Weber) N.P.Taylor
- Praecereus jaenensis (Rauh & Backeb.) Buxb.
- Praecereus maritimus (Britton & Rose) Buxb. -
- Praecereus saxicola (Morong) N.P.Taylor
- Praecereus smithianus (Britton & Rose) Buxb